# Rosenhibiskus

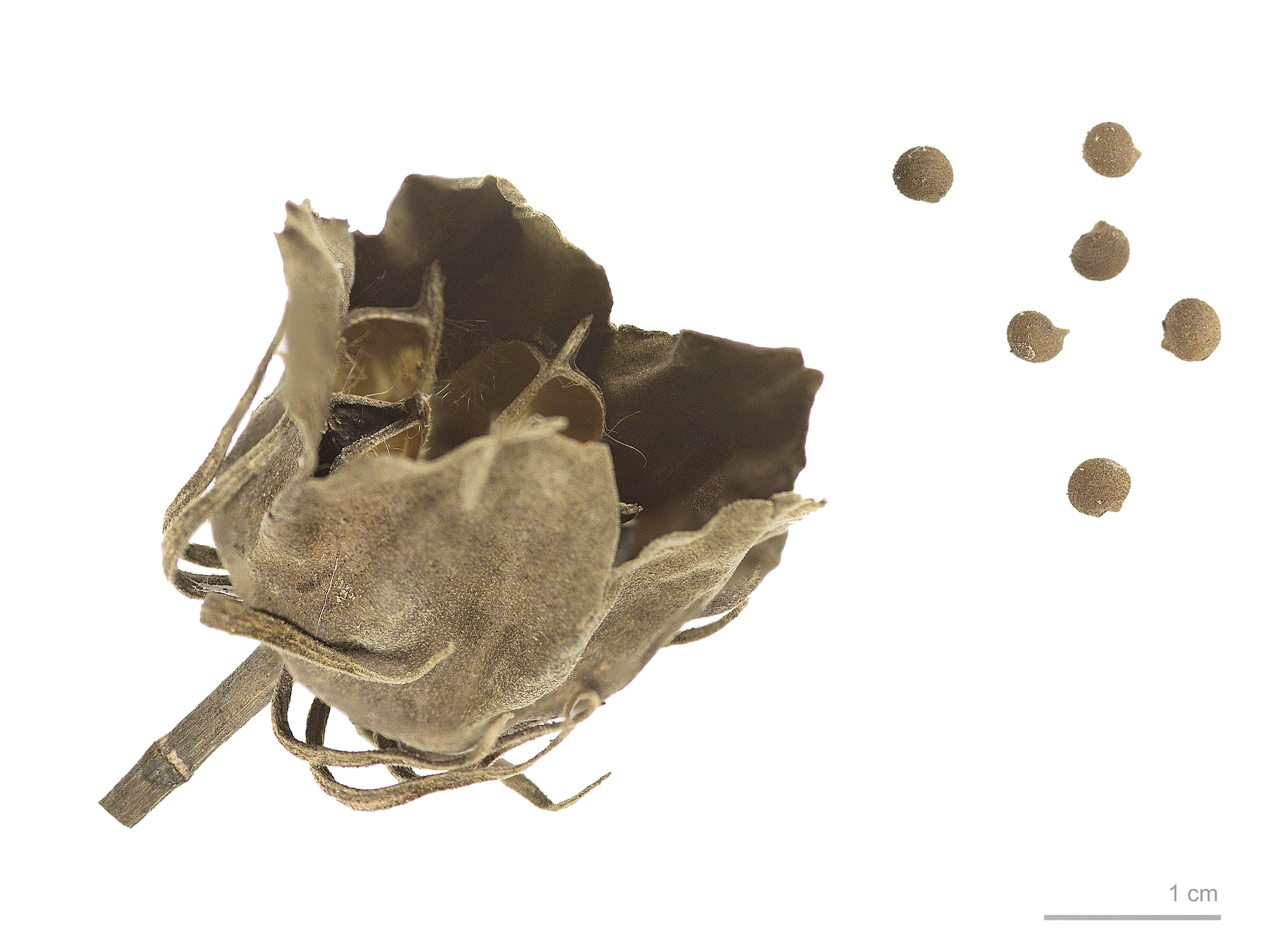
Hibiscus moscheutos

Rosenhibiskus (Hibiscus moscheutos) är en perenn ört i familjen malvaväxter från USA och norra Mexiko. Arten växer på våta platser vid dammar, i dikten eller intill vattendrag.
Stjälkarna blir till 2,5 meter höga, de är kala till ludna, ofta rödaktiga upptill, välförgrenade från basen. Blad strödda, äggrunda med hjärtlik bas. till 15 cm långa, ca 10 cm breda, kala eller något ludna eller stjärnhåriga undertill (mycket varierande), tandade eller med små flikar. Bladens nerver är ofta typiskt röda.
Blommor ensamma i bladvecken, ca 15 cm i diameter, vit till rosa eller röd, ofta med vinröd basfläck. Blommar i juli till oktober.

## Synonymer
För vetenskapliga synonymer se [ Wikispecies http://species.wikimedia.org/wiki/Hibiscus_moscheutos].